# الیور وینچستر
اُلیور فیشر وینچستر (به انگلیسی: Oliver Fisher Winchester) (۳۰ نوامبر ۱۸۱۰ – ۱۱ دسامبر ۱۸۸۰) بازرگان، سیاستمدار و بنیانگذار شرکت اسلحه‌سازی وینچستر است.
الیور وینچستر ابتدا در کار تولید پوشاک بود. وی وقتی متوجه شد اسمیث و ویسن دو اسلحه‌ساز برجسته به دنبال سرمایه‌گذار هستند، اقدام به سرمایه‌گذاری در این صنعت نمود. در این زمان وینچستر کمترین اطلاعی از اسلحه‌سازی نداشت و فقط یک سرمایه‌گذار بود، اما به مرور با خروج بقیه سرمایه‌گذارها و حتی اسمیث و ویسن، وینچستر مدیر شرکت گردید و در سال ۱۸۵۷ نام شرکت را به «نیو هیون آرمز» تغییر داد. این شرکت با بازدهی ناپایدار روبرو شد که یکی از علت‌های آن طراحی و عملکرد ضعیف سلاح‌ها بود. وینچستر با استخدام مخترعانی همچون بنجامین تایلر هنری و نلسون کینگ، به اصلاح طرح‌های اسلحه گرم ادامه داد و در سال ۱۸۶۶، نام شرکت را به اسلحه‌سازی وینچستر تغییر داد.
موفقیت سلاح‌های وینچستر به حدی بود که سرخ‌پوستان آمریکا هم در ازای دادن کالا آنرا خریداری می‌کردند. الیور وینچستر در سال ۱۸۶۶ وارد سیاست شد و به فرمانداری ایالت کنتیکت انتخاب گردید.

## تولد و ازدواج
الیور پسر ساموئل وینچستر و هانا بیتس بود و در تاریخ ۳۰ نوامبر ۱۸۱۰ در بوستون متولد شد. او در ۲۰ فوریه ۱۸۳۴ در بوستون ازدواج کرد. فرزندان آنها:
- ان ربکا وینچستر که با چارلز ب. دیه ازدواج کرد
- ویلیام وارث وینچستر (۱۸۳۷–۱۸۸۱) که با سارا لکودور پردی ازدواج کرد
- انا جین وینچستر که با توماس گری بنت ازدواج کرد